# Эсэгэ Малан
Эсэгэ́ Мала́н тенгри́ (бур. Эсэгэ Малаан тэнгэри — Отец Лысое небо, в переносном смысле — Отец Ясное (Безоблачное) небо, также малаан — эпитет мудрости) — верховное божество в мифологии бурят и монголов (Милиян тэнгри), сын Хухэ Мунхэ тенгри (бур. Синее Вечное небо), выразитель его воли и олицетворение отцовского мужского начала в космическом масштабе. Мать Эсэгэ Малана — Манзан Гурмэн тоодэй.
Эсэгэ Малан отражает более раннюю стадию тенгрианских представлений предков бурят-монголов. Он олицетворяет собой ясную, солнечную погоду как одно из свойств неба. По одному из мифов, он спас Солнце и Луну, спрятанные в подземелье хозяина Земли. 
Предстаёт главой всех 99 тэнгриев, ранее живший на Земле, где как культурный герой дал людям ярмо для быков и конскую упряжь, ввёл переход невесты в дом жениха (введение патриархата, до этого жених после свадьбы жил в доме невесты), отменил обычай умерщвления 70-летних стариков.
Жену Эсэгэ Малана зовут Эхэ Юурэн нибии. Также у него есть девять сыновей (иногда говорится о трёх) и девять дочерей. Среди его сыновей — покровитель тункинских бурят Шаргай-нойон и хозяин огня (эжин) Сахядай-нойон. 
Ряд исследователей считает, что Эсэгэ Малан представляет собой обожествлённый образ Чингисхана, а Эхэ Юурен, соответственно, — его жены Борте.